# Gonzague de Reynold
Pour les articles homonymes, voir Reynold.
Gonzague de Reynold est un écrivain et historien suisse né le 15 juillet 1880 à Fribourg et mort le 9 avril 1970 dans cette même ville. Catholique conservateur, il s'est fait connaître comme le théoricien principal de l'helvétisme, ainsi que pour le rôle qu'il joue dans la défense spirituelle dans le contexte de la Seconde Guerre mondiale.

## Biographie

### Famille
Il est issu d'une famille patricienne catholique de Fribourg en Suisse. Son ancêtre Jacques de Reynold fut reçu bourgeois de Fribourg en 1531 et sa famille y détint ensuite de nombreuses magistratures jusqu'à la fin de l'Ancien Régime. Elle s'illustra aussi au service du roi de France, comme François de Reynold, lieutenant général sous Louis XIV. Gonzague de Reynold est issu de la branche de Cressier ; son fils, François Frédéric Antoine Henri de Reynold, dit Franz, architecte, né à Vinzel (Vaud, Suisse) le 25 août 1909, décédé à Genève le 6 juin 1983, en fut le dernier réprésentant. Il avait épousé en 1905 Marie-Louise von Reding von Biberegg (1885-1963). Leurs deux autres enfants furent Élisabeth (1906-1989), qui épousa Carl Jacob Burckhardt (1891-1974), et Colette, qui épousa Éric de Stoutz.

### Jeunesse
Comte fribourgeois, intellectuel catholique, admirateur du passé « héroïque » et « aristocratique » de la Suisse et ennemi farouche du radicalisme incarné par le Parti radical-démocratique, Gonzague de Reynold a été sa vie durant un contestataire contesté.
Après ses études gymnasiales au Collège Saint-Michel à Fribourg, il étudia à la Sorbonne à Paris et à l'Institut catholique de Paris. Privat-docent de l'Université de Genève (1909-1915), il enseigna la littérature française (1915) à l'Université de Berne puis à l'Université de Fribourg (1931). Il s'établit jusqu'à sa mort au château de Cressier.

### Grande figure romande de l'helvétisme

Gonzague de Reynold (à gauche) et ses collaborateurs pendant la Première Guerre mondiale.

En 1904, il fonde à Genève la revue La Voile latine avec notamment Ramuz et les frères Charles-Albert Cingria et Alexandre Cingria.
En 1912, il annonce la fondation de la Nouvelle société helvétique (effective en 1914). En effet, à l'aube de la Première guerre mondiale, un certain nombre d'intellectuels, comme Gonzague de Reynold, Robert de Traz, Alexis François et le bâlois Carl Spitteler, s'inquiètent de constater que la Suisse alémanique est traversée par un puissant courant philogermanique alors qu'en Suisse romande une tendance à prendre parti pour la France s'affirme de plus en plus. Ils se donnent ainsi pour mission de réaffirmer et de redéfinir l'identité suisse, en vue de développer la volonté de préserver l'indépendance du pays, de fortifier le sentiment et l'unité nationales et de « préparer la Suisse de l'avenir ». Un des documents de base de ce nouvel helvétisme est Notre point de vue suisse de Carl Spitteler (1914).
Pendant la Première Guerre mondiale, à la requête du général Ulrich Wille, Gonzague de Reynold crée et dirige le bureau des conférences de l'armée (1914-1918).
En 1922, il rejoint la Commission internationale de coopération intellectuelle de la Société des Nations, dont il est nommé vice-président en 1932.
En 1924, il représente la Suisse à la réunion internationale de Paris de la Fédération des unions intellectuelles, organisée par Karl Anton von Rohan (1896-1975), qui tente de créer un vaste réseau de coordination des forces conservatrices en Europe. Il sera aussi régulièrement invité aux conférences tenues à Vienne par le Kulturbund, fondé lui aussi par von Rohan en 1922. Lors de ces conférences, Gonzague de Reynold fait la connaissance du philosophe italien Julius Evola,.
En 1929, il participe au deuxième Cours universitaire de Davos, avec de nombreux intellectuels français et allemands.
Il est privat-docent, puis chargé de cours à l'Université de Genève (1909-1915) et professeur ordinaire de littérature française à Berne (à partir de 1915). Contraint de démissionner en 1931, à la suite de la parution de son ouvrage La démocratie et la Suisse, il accepte l'appel de l'Université de Fribourg (1932-1950).

### «Défense spirituelle»
Il va jouer un rôle important dans la défense spirituelle, notamment à travers la Nouvelle société helvétique. Il va notamment influencer le Conseiller fédéral Philipp Etter. Celui-ci, en décembre 1938, publie, au nom du Conseil fédéral, un long message pour annoncer le lancement d'une nouvelle politique culturelle, centrée sur l’affirmation de la conscience suisse.
Durant la Seconde Guerre mondiale, il plaide pour la transformation de la Suisse en un État autoritaire. Les valeurs du catholicisme traditionnel et contre-révolutionnaire forment les fondements essentiels de sa doctrine politique : État chrétien, ordre corporatif, à quoi il ajoute le fédéralisme helvétique. Trouvant des accommodements avec certains protestants, il s'engage néanmoins pour l'indépendance de la Suisse en multipliant les contacts avec la Ligue du Gothard. Multipliant les contacts en Belgique et en France entre 1940 et 1945, il prône un modèle d’Europe qui serait reconstruite par une élite catholique, qui serait une « Fédération Européenne, héritière de l’Empire Romain et de la Chrétienté, sous une forme contemporaine. » Il pense que l'Allemagne nazie finira par revenir au christianisme et estime que « des solutions chrétiennes doivent être trouvées », citant en exemple le régime Salazar au Portugal.

### Après 1945
En 1955, avec Jean-René Bory, Gonzague de Reynold fonde la Société suisse des Amis de Versailles dont l'objectif principal est la création du Musée des Suisses au service étranger, devenu ensuite le Musée des Suisses à l'étranger (et finalement le Musée des Suisses dans le monde) au château de Penthes à Pregny-Chambésy. Il adhère aussi à l'Association des amis de Robert Brasillach.
Avec René de Weck et Léon Savary, il forme la troïka des écrivains fribourgeois du début du vingtième siècle. En 1955, il reçoit le Grand Prix Schiller. L’Académie française lui décerne le prix Marcelin Guérin en 1947 et le prix de la langue-française en 1968.
Son nom fut avancé pour le prix Nobel de littérature à six reprises entre 1956 et 1960.
Le fonds d'archives de Gonzague de Reynold se trouve aux archives littéraires suisses à Berne.

## Thèses politiques
Gonzague de Reynold est considéré comme le théoricien de l'Helvétisme. Il s'inspire des penseurs de l'école contre-révolutionnaire, comme Joseph de Maistre, de la doctrine sociale de l’Église, du personnalisme, de Maurice Barrès et de Charles Maurras. Il adopte pourtant un profil politique qui s'en différencie. Il ne partage pas l'agnosticisme de Maurras.
Sa doctrine politique s'articule autour d'une conception d'un pouvoir à la fois fédéraliste et autoritaire, et d'une forme de corporatisme qui s'inspire de la doctrine sociale de l'Église. Il cherche à souder le christianisme et la pratique politique. Son état idéal est chrétien, structuré sous la forme d'un État corporatiste placé sous la conduite d'un chef disposant d'une autorité incontestée, un Landaman, qu'il perçoit dans le conseiller fédéral zougois conservateur Philipp Etter. Il figure parmi les premiers partisans de l'écologie, qui prend place dans le discours politique dans les années 1960. Conservatisme et fédéralisme restent ses caractéristiques politiques principales. Partisan de l'autorité, il se méfie en revanche de tout « étatisme », où il voit une tendance totalitaire et matérialiste, négatrice de la personne. Il défend le primat du spirituel et un principe politique cohérent avec celui-ci : la subsidiarité, qui se traduit par le respect de la souveraineté des cantons et le refus de tout centralisme excessif,.
Par ses livres, il souhaite extraire la Suisse de l'historiographie officielle du cadre dessiné par les radicaux et les canons démocratiques, qui laissent une place centrale aux radicaux et les font percevoir comme les héritiers authentiques des valeurs ancestrales de l'Helvétie.
Actuellement, le mouvement identitaire Résistance Helvétique se réclame de ses thèses,.

## Ouvrages
- Histoire littéraire de la Suisse au XVIIIe siècle, volume I « Le Doyen Bridel », Bridel, Lausanne 1909 ; volume II « Bodmer et l'École suisse », Bridel, Lausanne 1912.
- Contes et Légendes de la Suisse héroïque, Payot, Lausanne, 1913.
- Cités et pays suisses, Payot, Lausanne, 3 volumes entre 1914 et 1920.
- La Gloire qui chante, Poème dramatique, Spes, Lausanne, 1919.
- Charles Baudelaire, Georg, Genève et Paris, Crès, 1920.
- La Suisse une et diverse, Fragnière, Fribourg, 1923.
- La Démocratie et la Suisse : Essai d'une philosophie de notre histoire nationale, Les Éditions du Chandelier, Bienne, 1934.
- L'Europe tragique, Spes, Paris, 1934.
- Le Génie de Berne et l'Âme de Fribourg, Pavot, Lausanne, 1935.
- Portugal, Spes, Paris, 1936.
- Conscience de la Suisse, La Baconnière, Neuchâtel, 1938.
- Défense et Illustration de l'Esprit suisse, La Baconnière, Neuchâtel 1939.
- D'où vient l'Allemagne ?, Plon, Paris, 1939.
- Grandeur de la Suisse, La Baconnière, Neuchâtel, 1940.
- La Suisse de toujours et les Événements d'aujourd'hui, Zurich, 1941.
- La Formation de l'Europe :
  - I. Qu'est-ce que l'Europe ?, LUF, Fribourg, 1944.
  - II. Le Monde grec et sa Pensée, LUF, Fribourg, 1944.
  - III. L'Hellénisme et le Génie européen, LUF, 1944.
  - IV. L'Empire romain, LUF, Fribourg et Paris, 1945.
  - V. Le Monde barbare : Les Celtes, LUF, Paris, 1949.
  - VI. Le Monde barbare : Les Germains, Plon, Paris, 1953.
  - VII. Le Monde russe, LUF-Plon, Paris, 1950.
  - VIII. Le Toit chrétien, Plon, Paris, 1957.
- Impressions d'Amérique, Marguerat, Lausanne, 1950.
- Fribourg et le Monde, La Baconnière, Neuchâtel, 1957.
- Mes mémoires, Éditions générales, Genève, 1960–1963.
- Synthèse du XVIIe siècle, La France classique et l'Europe baroque, Éditions du Conquistador, Paris, 1962.
- Gonzague de Reynold raconte la Suisse et son Histoire, Payot, Lausanne, 1965.
- Destin du Jura, Rencontre, Lausanne, 1967.
- Expérience de la Suisse, Éditions de Nuithonie, Fribourg, 1970.